# Instruction publique
 (septembre 2024).
L'instruction publique est le système d'éducation géré, financé et organisé par l'État.

## Dans le monde

### France
En France, le ministère de l'Instruction publique est le nom donné à l'actuel ministère de l'Éducation nationale de la Révolution à 1932. Par extension, la même appellation est parfois utilisée pour les départements équivalents dans d’autres pays francophones.

#### Historique
La Révolution organise un réseau d'écoles qui ont pour raison d'être de remplacer, à terme, l'instruction locale et obligatoire donnée principalement par les religieux à la population, mise en place par l'ordonnance du 13 décembre 1698. Cette instruction par les religieux sera longtemps encore la seule accessible, car Condorcet, auteur des Mémoires sur l'instruction publique, sera pourchassé et arrêté par les Jacobins, tandis que Napoléon se souciera presque exclusivement de l'enseignement secondaire. Condorcet avait rejeté la notion même d'éducation nationale, car il y lisait un risque certain de transformation de l'instruction en endoctrinement, sous prétexte d'éducation. 
L'administration de l'instruction publique est une des divisions du ministère de l'Intérieur créé le 7 août 1790, ce rattachement restant effectif jusqu'en 1824.
En 1932, le gouvernement Herriot innove en instaurant la titulature du ministère de l'Éducation nationale. L'expression date de la Révolution, où elle était employée par les partisans de la prise en main par l'État des affaires d'enseignement, puis elle est réapparue dans les années 1910-1920 sous la plume des adversaires de la division du système éducatif en différentes filières. Anatole de Monzie, qui avait déjà été auparavant ministre de l'Instruction publique, est le premier ministre à porter cette nouvelle titulature, qui représente à l'époque l'égalité scolaire et de développement de la gratuité de l'école (qui n'étaient pas encore accessibles à tous les enfants en dépit des actions de Victor Duruy d'abord, puis Jules Ferry et Jules Grévy).

### Pologne

#### La Commission de l'éducation nationale
La Commission de l'éducation nationale (en polonais : Komisja Edukacji Narodowej, KEN) est le premier ministère de l'instruction publique en Europe,  créé le 14 octobre 1773 par la Diète (Parlement) de la république des Deux Nations sur proposition du roi polonais, Stanislas Auguste Poniatowski. C'est la première administration de l'instruction publique moderne et indépendante des Églises. Sa devise est « L’éducation est une affaire d’intérêt public ». 